# 穆特山 (萊希塔爾阿爾卑斯山脈)
47°16′03″N 10°39′06″E / 47.2676°N 10.651683°E

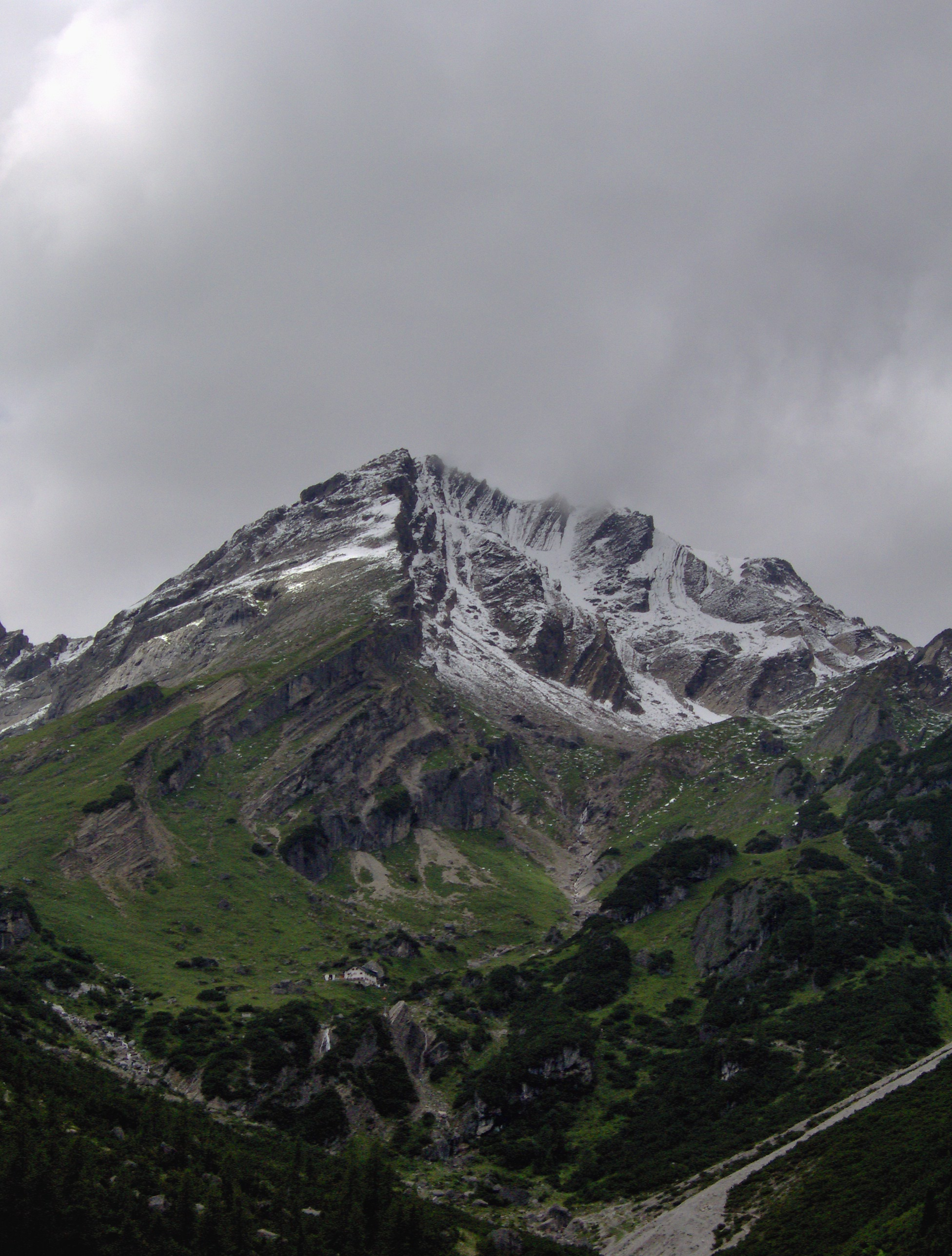

穆特山（德語：Muttekopf），是奧地利的山峰，位於該國西部，由蒂羅爾州負責管轄，屬於萊希塔爾阿爾卑斯山脈的一部分，距離大施倫克峰3.3公里，海拔高度2,774米，每年平均降雨量1,698毫米。